# Всё в хорошем вкусе
«Всё в хоро́шем вку́се» (англ. All in Good Taste) — канадская комедия, известная благодаря тому, что в фильме играет Джим Керри одну из своих первых ролей. Фильм снят в 1981 году, но премьера состоялась 6 мая 1983 года.

## Сюжет
Фильм о молодом режиссёре по имени Тимоти (Джонатан Уолш). История его сценария о мальчике сироте и его собаке, который ищет любящую семью. Но инвесторы фильма заставляют Тимоти включить в фильм сцены секса и насилия. Джим Керри играет маленькую роль без слов: голого оператора по имени Ральф Паркер.

## В ролях
- Джонатан Уолш — Тимоти
- Харви Аткин
- Джанн Кирван Кларк
- Джэк Крилий
- Джеймс Дуглас
- Rummy Bishop
- Дон Куллен
- Джэк Энтони
- Ненси Кер
- Джим Керри — Ральф
- Стэн Леск
- Линда Леннхауэр